# Enrico Baj
Enrico Baj (Milà, 31 d'octubre de 1924 - Vergiate, 15 de juny de 2003) va ser un artista italià i escriptor sobre art. Moltes de les seves obres mostren una obsessió amb la guerra nuclear. Va crear gravats, escultures, però especialment collages. Va estar proper als moviments surrealista i dadà, i més tard es va relacionar amb l'art pop. Com a escriptor, ha estat descrit com un promotor líder de l'avantguarda a la dècada del 1950. Va treballar amb Umberto Eco, entre d'altres. Va tenir un llarg interès en el moviment pseudofilosòfic anomenat patafísica.

## Biografia
Va néixer en el si d'una rica família milanesa, però va deixar Itàlia l'any 1944 després de disgustar les autoritats. Per evitar el reclutament va estudiar a la facultat de dret de la Universitat de Milà i en l'Acadèmia de Belles Arts de Brera.
El 1951 va fundar el moviment art nuclear amb Sergio Dangelo, que, a diferència de l'art abstracte, era obertament polític. El mateix Baj es va alinear amb el moviment anarquista. Les seves obres més conegudes són probablement una sèrie de «Generals»: personatges absurds realitzats amb objectes trobats com cinturons o medalles.
Va fer nombroses obres usant motius d'altres artistes, des de Leonardo da Vinci a Picasso. De vegades va recrear obres senceres d'altres pintors.
El 1972 l'exposició pública d'una gran obra, Funeral per l'anarquista Pinelli (una referència a la famosa pintura de Carlo Carrà, El funeral de l'anarquista Galli de 1911) va ser prohibida després de l'assassinat de l'oficial de policia que es creia responsable de la mort de Giuseppe Pinelli sota custòdia. No obstant això, la seva obra va seguir sent política. En els seus últims anys va crear una sèrie de pintures a manera de protesta per l'elecció de Silvio Berlusconi.
Dades significatives
- L'any 1951 funda amb Sergio Dangelo el Movimiento Nucleare que es considera a si mateix el successor del grup Cobra, i crea un estil pròxim de l'art informal.
- El 1952 juntament amb Jorn, propicia la creació de Le Mouvement International pour une Bauhaus Imaginistre. Al proposar algunes idees per fer de la Bauhaus alguna cosa més fantasiosa.
- L'any	1959-1966 coneix diversos pintors surrealistes. Influència de Picasso.
- El 1981 inaugura el seu centre d'exposicions a Milà. Elabora collages amb figures grotesques i senzilles on integra cordes, fustes i paper d'embalar.

## Exposicions destacades
Des dels anys cnquanta, exposa regularment a Paris on fa amistat amb Edouard Jaguer, André Breton, Marcel Duchamp, Max Ernst i André Pieyre de Mandiargues, entre d'altres. Més tard també coneixerà Edgar Morin, Jean Baudrillard, Michel Maffesoli i Paul Virilio.
Les exposicions més significatives dels darrers anys tindran lloc a la Pinacothèque Casa Rusca a Locarno (1993), a l'Institut Mathildenhöhe à Darmstadt (1995), al Musée d'Art Moderne i d'Art Contemporain de Nice (1998). Les darreres i més recents seran al Musée de Chartres (2000), al Palazzo delle Esposizioni a Rome 2001 i al Castello di Masnago à Varese (2003). Actualment podem trobar una gran retrospectiva a Milà en diferents espais de la ciutat.

## Recorregut artístic

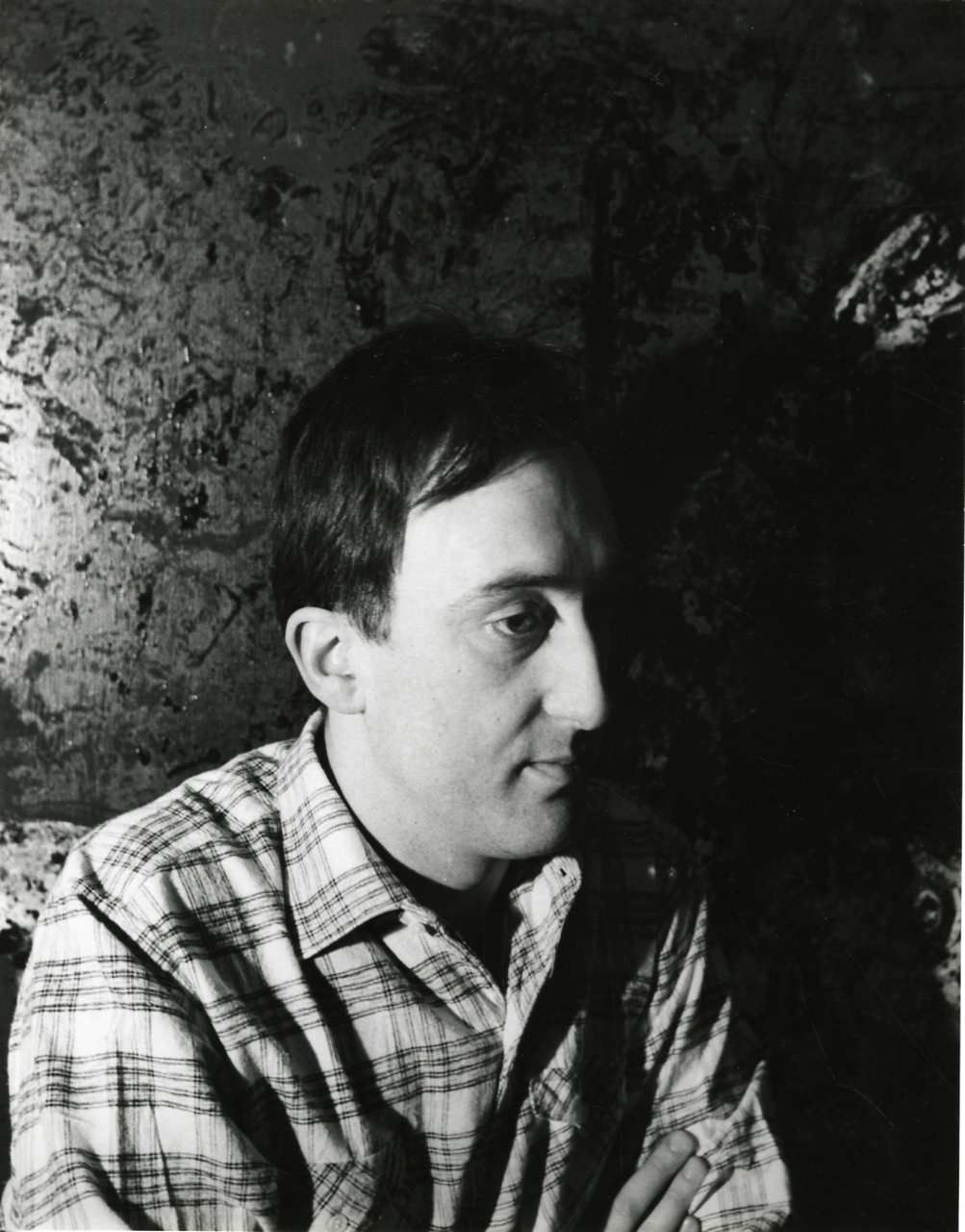
Enrico Baj, 1955.

### Informal
Baj viatja molt, comença a pintar dintre d'un clima de l'informalisme. El 1952, amb Sergio Dangelo, escriu el Manifiesto de la pintura nuclear”. Amb Asgern Jorn, el 1953, funda el "Moviment per una Bauaus Imaginativa (IMIB) que era una reacció contra el racionalisme geomètric. Gradualment, la seva poètica figuracional crea els seus personatges-antipersonatges. Inventa una mitologia pròpia de l'absurd. L'heterodoxia dels materials utilitzats assumeix en ell una importància fonamental. El polimatèric i l'assamblage són una constant als seus mitjans artístics. Apareixen llavors els primers éssers teratològics. Després vindran els seus coneguts “Generals", entre desmistificació i sarcasme. Les seves "Muntanyes i ultracossos". Les seves "Dames". La seva mitografia de l'home-màquina: los "Uomini-meccano", els "Uomini-lego". La figuració d'allò monstruós -una semàntica de la parodia- s'estén cada vegada més en el seu espai mental i iconogràfic. La seva arma del ridícul segueix cavant en les tradicions burgeses anquilosades. Baj és un expert en transformisme, ràpid per captar i veloç per assimilar. Per fer-ho seu recrea grans obres a través de la seva òptica personal. Exemples: Guernica. Són anys en què les situacions polítiques i socials entren a les seves obres com a testimoni històric. Ho podem veure en un quadre de grans dimensions que pinta el 1972: "Funerales del anárquico Pinelli". Un fet real ocorregut a Milà, una mort estranya.
Des del 1972 fins a la seva monumental "Apocalisse" – realitza en només quatre mesos: octubre de 1978 – gener de 1979 – Baj se submergeix en la lectura. Llegeix filosofia, etologia, ciència, antropologia, psicoanàlisi. Prepara mental i emocionalment els seus instruments d'expressió per testimoniar la seva "ideologia humana de progrés". És el sentit de coralitat del seu missatge. Baj utilitza el símbol monstruós com arma i catarsi per alliberar-nos precisament d'allò monstruós. La seva apocalipsi, és l'apocalipsi de l'esperança.

### A Venècia
Durant l'estiu de 1971 hi ha una gran exposició a les sales del Palazzo Grassi. Baj estima tant els generals que no pot prescindir d'utilitzar-los en termes d'escola militar.
L'obra exposada al Palazzo Grassi és de 1951 a 1971, el producte de vint anys de treball. Baj admira molt a Duchamp però realment el seu mestre, el qui realment l'influeix a través de diverses èpoques del seu art és el poeta Jarry. El més cèlebre personatge de l'obra de Jarry és Ubu que va fascinar Baj. Els quadres de la primera època, dita espacial, presenten sovint una mena de monstre que sembla caigut del cel i que pot semblar un marcià. Aquest marcià és el pare Ubu en diverses encarnacions. Aquest Ubu ha estat pintat i ha sofert diverses modificacions sobre fons de pintures acadèmiques o populars i aquesta introducció d'un "cos estrany" en una textura preexistent és una manera de fer sobretot del grup Cobra, amb el qual Baj té afinitat. Més tard, en les apropiacions de Picasso i després Seurat, es reconeix encara un cos estrany que sembla un Ubu i que s'infiltra al lloc d'algun personatge voluntàriament esborrat d'una estrella cèlebre. Quant als mobles de Baj, inspirats també en l'obra de Jarry, no els falten caricatures, caricatures de la figura humana sota una aparença ubuesca.
Els generals, aquests monstres meravellosos als quals aquest pintor deu el seu gran èxit o reconeixement, són també d'una evidència de variacions sobre el tema d'Ubu guerrer, personatge que a la realitat del món modern no ha parat de presentar-se sota noms molt famosos. Baj és un pintor de temes, i el que fa que no passi desapercebut és la seva esplendor de la matèria pictòrica precisament dels treballs de collage. A Picasso i a Seurat, quan els pren com a models, hi afegeix alguna cosa, que és un humor però no pas negre però sí multicolor

### La Metamorfosi
A les pintures de Baj, l'objecte i els personatges estan presents. El cantó grotesc és més evident. Els personatges són separats del fons "détachés". Utilitza teles de matalàs, de ratlles. La provocació causada per lo grotesc és fruit d'una posició intel·lectual davant de l'art. Les metamorfosis de Baj, s'encadenen les unes amb les altres, amb graus d'associacions d'idees. Els seus generals i "commendatori" estan plens de medalles.
Els objectes, els materials utilitzats són perfectament reconeixedors. El novembre de 1951 va tenir lloc a Milà, a la Galerie San Fedele, l'exposició dels fundadors del moviment "Nuclear", Baj i Dangelo. La pintura nuclear gràcies a la utilització dels colors, permet utilitzar les taques i els efectes flotants El 1953 Baj i Dangelo van establir contacte amb el grup Cobra. Influència del to grotesc però amb humor tendre. Més tard el 1955 Baj s'interessa a utilitzar materials diversos, cristalls de colors "cristaux"i teles de matalàs. Baj exposa a Milà (1958) a la galeria Blu, paisatges sobre paper pintat. Novament a Milà
(1960) exposa a la galeria del Naviglio, els "miroirs brisés". La invenció en l'obra d'art, s'oposa a les regles estètiques. En tota aquesta evolució es demostra que Baj defuig de fer una pintura agradable.

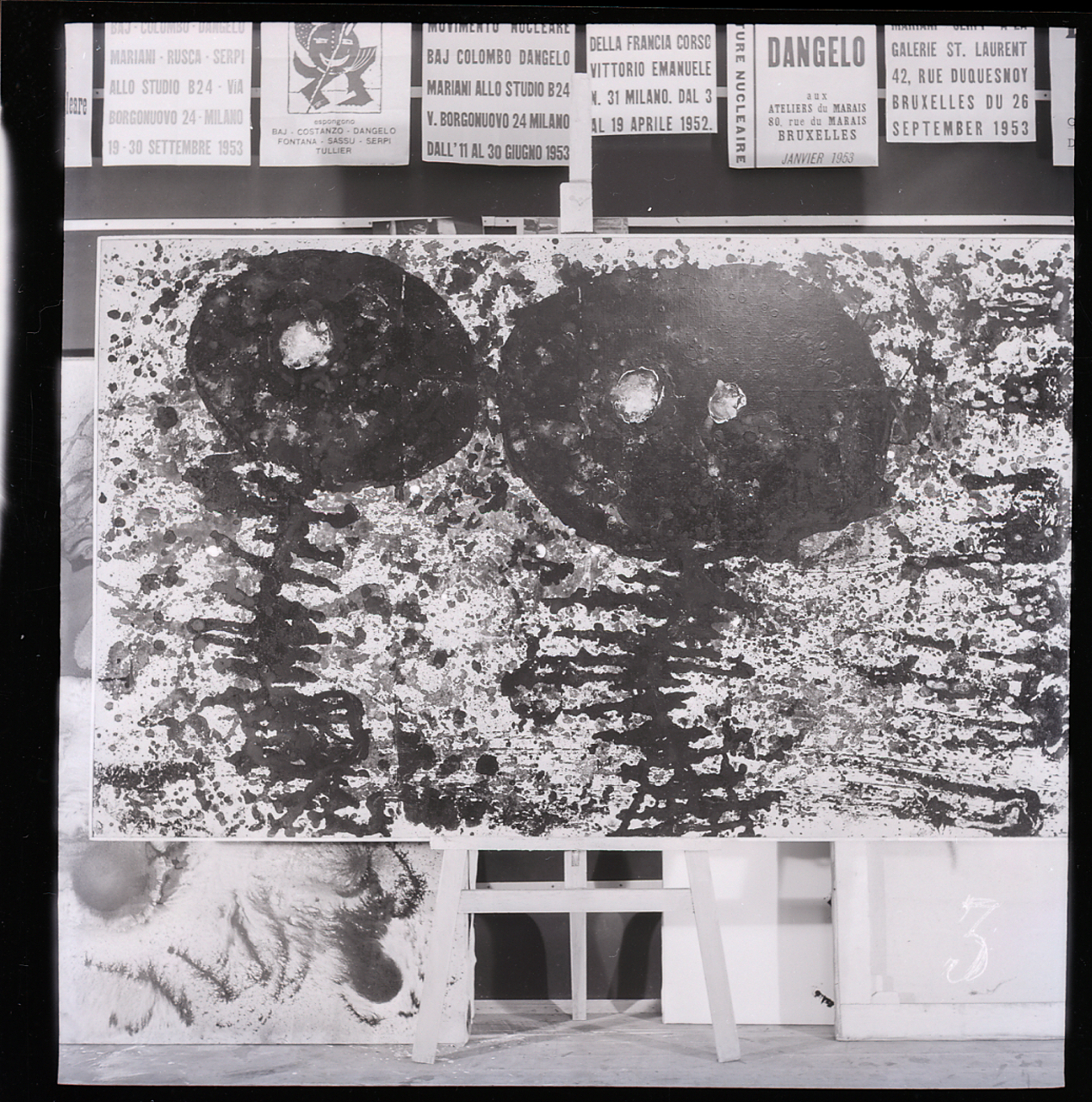

## Presència a museus
Destaquen algunes de les obres més representatives a diversos museus del món:
- Al fuoco, al fuoco! (1963-4), Tate Gallery, Londres[7]
- Oli i Meccano (131,3 x 971), Tate Gallery, Londres: Baj va pintar molts quadres amb humor satíric del que de vegades es coneix com a persones decorades, un tema favorit era oficials d'alt rang de l'exèrcit adornats amb bandes i medalles que gesticulen alguna ordre. Hi ha al voltant de mitja dotzena de fotos de 1963-4 amb xifres molt similars (algunes amb figures individuals, algunes amb una fila de figures), dels quals el més proper és "Screaming personatge '1964, No.951 al catàleg raonat.

- Omaggio floreale (1953), Galeria d'Art Modern i Contemporani de Bèrgam[8]
- Oli i collage sobre tela (40 x 50 cm), Galeria d'Art Modern i Contemporani de Bèrgam: La creativitat sense límits de Baj no només està situada al camp artístic, sinó també en la literatura i en el seu compromís civil. És un dels promotors del Moviment Nuclear - contra tots "- acadèmic isme" - i el Moviment Internacional pour un Imaginiste Bauhaus. Els dos personatges extravagants davant seu s'obtenen amb el collage de cordes, cares de rellotge i els ulls de resina mentre que en el fons dissenya una pintura tradicional. A través de la ironia irreverent, l'artista fa una crítica a la societat contemporània.
- Punching General (1970), Museum of Contemporary Art Chicago[9]
- Litografia sobre paper (66,4 x 50,8 cm), Museum of Contemporary Art Chicago: Amb motiu del quaranta-cinquè aniversari de la fundació de MCA Chicago, First 50 construeix una narració dels primers cinquanta objectes que van entrar en la col·lecció de MCA. S'inicia amb obres d'art fatal, i és seguit per adquisicions entre 1968 i 1974, amb obres d'artistes reconeguts com Enrico Baj, Alexander Calder, i Chuck Close.
- General (1969), Centre Pompidou
- Oli sobre llenç, tapisseria de cuir, filferro de metall, cartró (146 x 114,5 cm), Centre Pompidou[10] Després de començar el seu treball amb representacions abstractes de l'atmosfera apocalíptica marcada per l'art informal, Enrico Baj aborda el tema dels generals, que marcarà la seva reputació com un iconoclasta i destructor de l'ordre establert. El tema és sobretot en la sèrie "De Picasso Personaggi i altri" (1969-1970) i sorgeix a través d'un procés de metamorfosi.